# Olympische Sommerspiele 2016/Schießen
Bei den XXXI. Olympischen Spielen 2016 in Rio de Janeiro fanden 15 Wettbewerbe im Sportschießen statt, davon sechs bei den Frauen und neun bei den Männern. Austragungsort war das Centro Nacional de Tiro im Olympiapark Deodoro. Das Wettkampfprogramm war identisch im Vergleich zu London 2012. Die Frauen trugen je zwei, die Männer je drei Wettbewerbe mit der Pistole, dem Gewehr und beim Wurfscheibenschießen aus. Nach den Spielen von Rio verschwanden drei weitere Disziplinen die im olympischen Programm nahezu von Anfang an Bestand hatten. Der Kleinkaliber Liegendkampf, die Freie Pistole 50 m sowie Doppeltrap, das bei den Damen schon seit 2008 nicht mehr ausgetragen wurde, wurden von der olympischen Liste gestrichen und hier letztmals ausgetragen.

## Bilanz

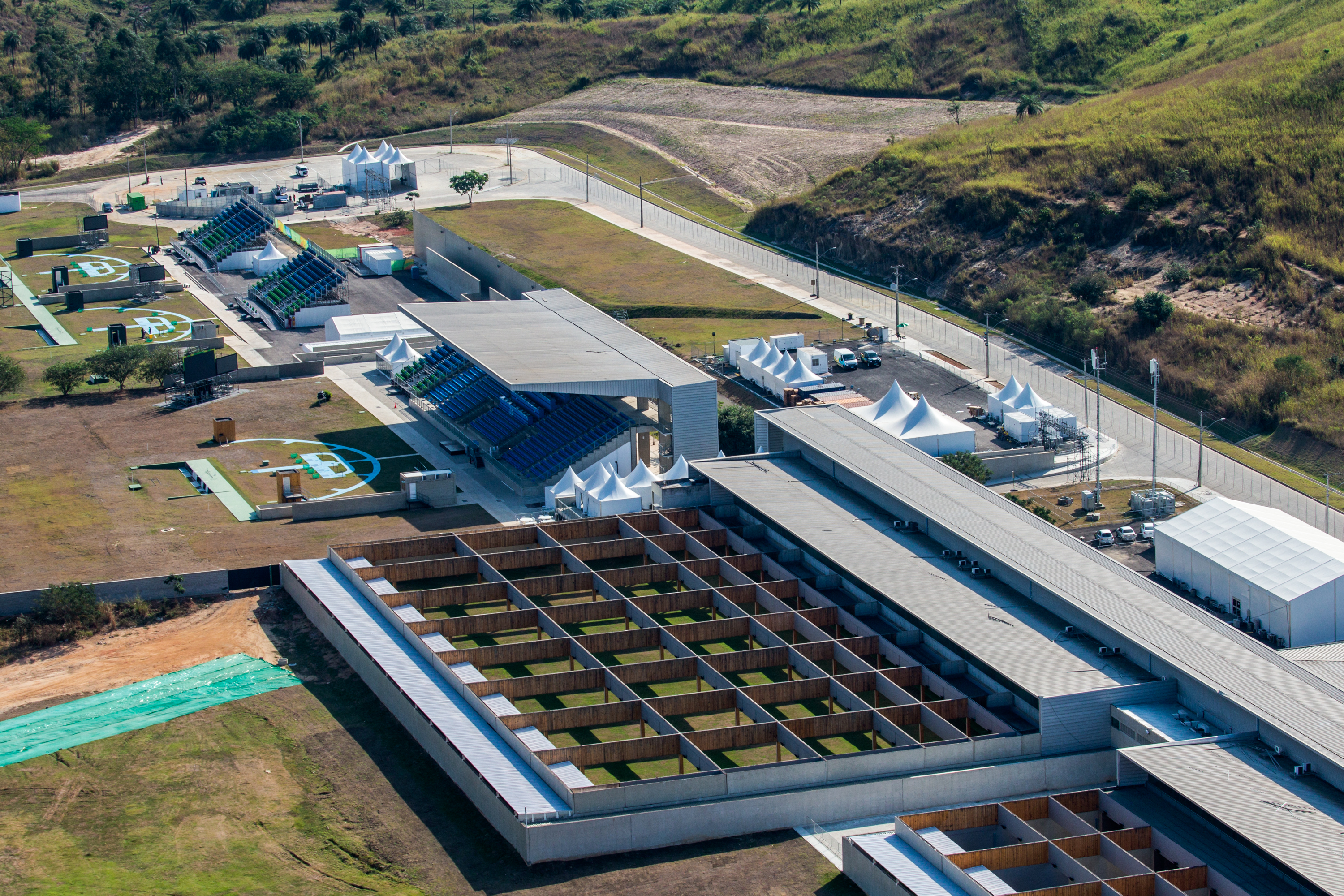
Centro Nacional de Tiro

### Medaillenspiegel
| Platz | Land                          | Gold | Silber | Bronze | Gesamt |
| ----- | ----------------------------- | ---- | ------ | ------ | ------ |
| 1     | Italien                       | 4    | 3      | –      | 7      |
| 2     | Deutschland                   | 3    | 1      | –      | 4      |
| 3     | Volksrepublik China           | 1    | 2      | 4      | 7      |
| 4     | Südkorea                      | 1    | 1      | –      | 2      |
| 4     | Vietnam                       | 1    | 1      | –      | 2      |
| 6     | Vereinigte Staaten            | 1    | –      | 2      | 3      |
| 7     | Griechenland                  | 1    | –      | 1      | 2      |
| 7     | Unabhängige Olympiateilnehmer | 1    | –      | 1      | 2      |
| 9     | Australien                    | 1    | –      | –      | 1      |
| 9     | Kroatien                      | 1    | –      | –      | 1      |
| 11    | Russland                      | –    | 2      | 2      | 4      |
| 12    | Frankreich                    | –    | 1      | 1      | 2      |
| 13    | Brasilien                     | –    | 1      | –      | 1      |
| 13    | Neuseeland                    | –    | 1      | –      | 1      |
| 13    | Schweden                      | –    | 1      | –      | 1      |
| 13    | Ukraine                       | –    | 1      | –      | 1      |
| 17    | Großbritannien                | –    | –      | 2      | 2      |
| 18    | Nordkorea                     | –    | –      | 1      | 1      |
| 18    | Schweiz                       | –    | –      | 1      | 1      |

### Medaillengewinner
| Konkurrenz                           | Gold              | Silber            | Bronze               |
| ------------------------------------ | ----------------- | ----------------- | -------------------- |
| Kleinkaliber Dreistellungskampf 50 m | Niccolò Campriani | Sergei Kamenski   | Alexis Raynaud       |
| Kleinkaliber liegend 50 m            | Henri Junghänel   | Kim Jong-hyun     | Kirill Grigorjan     |
| Luftgewehr 10 m                      | Niccolò Campriani | Serhij Kulisch    | Wladimir Maslennikow |
| Freie Pistole 50 m                   | Jin Jong-oh       | Hoàng Xuân Vinh   | Kim Song-guk         |
| Schnellfeuerpistole 25 m             | Christian Reitz   | Jean Quiquampoix  | Li Yuehong           |
| Luftpistole 10 m                     | Hoàng Xuân Vinh   | Felipe Almeida Wu | Pang Wei             |
| Skeet                                | Gabriele Rossetti | Marcus Svensson   | Abdullah al-Rashidi  |
| Trap                                 | Josip Glasnović   | Giovanni Pellielo | Edward Ling          |
| Doppel-Trap                          | Fehaid al-Deehani | Marco Innocenti   | Steven Scott         |

| Konkurrenz                           | Gold              | Silber                 | Bronze                |
| ------------------------------------ | ----------------- | ---------------------- | --------------------- |
| Kleinkaliber Dreistellungskampf 50 m | Barbara Engleder  | Zhang Binbin           | Du Li                 |
| Luftgewehr 10 m                      | Virginia Thrasher | Du Li                  | Yi Siling             |
| Sportpistole 25 m                    | Anna Korakaki     | Monika Karsch          | Heidi Diethelm Gerber |
| Luftpistole 10 m                     | Zhang Mengxue     | Witalina Bazaraschkina | Anna Korakaki         |
| Skeet                                | Diana Bacosi      | Chiara Cainero         | Kim Rhode             |
| Trap                                 | Catherine Skinner | Natalie Rooney         | Corey Cogdell         |

## Zeitplan
| Wettbewerbe                          | Kürzel | August | August | August | August | August | August | August | August | August | August |
| Frauen                               |        | 6.     | 7.     | 8.     | 9.     | 10.    | 11.    | 12.    | 13.    | 14.    |        |
| ------------------------------------ | ------ | ------ | ------ | ------ | ------ | ------ | ------ | ------ | ------ | ------ | ------ |
| Kleinkaliber Dreistellungskampf 50 m | KK 3x  |        |        |        |        |        |        |        |        |        |        |
| Luftgewehr 10 m                      | LG     |        |        |        |        |        |        |        |        |        |        |
| Sportpistole 25 m                    | SP     |        |        |        |        |        |        |        |        |        |        |
| Luftpistole 10 m                     | LP     |        |        |        |        |        |        |        |        |        |        |
| Skeet                                | SK     |        |        |        |        |        |        |        |        |        |        |
| Trap                                 | TR     |        |        |        |        |        |        |        |        |        |        |
| Männer                               |        | 6.     | 7.     | 8.     | 9.     | 10.    | 11.    | 12.    | 13.    | 14.    |        |
| Kleinkaliber Dreistellungskampf 50 m | KK 3x  |        |        |        |        |        |        |        |        |        |        |
| Kleinkaliber liegend 50 m            | KK li. |        |        |        |        |        |        |        |        |        |        |
| Luftgewehr 10 m                      | LG     |        |        |        |        |        |        |        |        |        |        |
| Freie Pistole 50 m                   | FP     |        |        |        |        |        |        |        |        |        |        |
| Schnellfeuerpistole 25 m             | SFP    |        |        |        |        |        |        |        |        |        |        |
| Luftpistole 10 m                     | LP     |        |        |        |        |        |        |        |        |        |        |
| Skeet                                | SK     |        |        |        |        |        |        |        |        |        |        |
| Trap                                 | TR     |        |        |        |        |        |        |        |        |        |        |
| Doppel-Trap                          | DT     |        |        |        |        |        |        |        |        |        |        |

## Ergebnisse Männer
| Farbe  | Abkürzung | Bedeutung                                                             |
| ------ | --------- | --------------------------------------------------------------------- |
| Gold   | —         | Goldmedaille                                                          |
| Silber | —         | Silbermedaille                                                        |
| Bronze | —         | Bronzemedaille                                                        |
|        | EFOR      | Equalled Final Olympic Record (Eingestellter olympischer Finalrekord) |
|        | EFWR      | Equalled Final World Record (Eingestellter Finalweltrekord)           |
|        | EOR       | Equalled Olympic Record (Eingestellter olympischer Rekord)            |
|        | EWR       | Equalled World Record (Eingestellter Weltrekord)                      |
|        | EWRJ      | Equalled World Junior Record (Eingestellter Juniorenweltrekord)       |
|        | FOR       | Final Olympic Record (Olympischer Finalrekord)                        |
|        | FWR       | Final World Record (Finalweltrekord)                                  |
|        | OR        | Olympic Record (Olympischer Rekord)                                   |
|        | WR        | World Record (Weltrekord)                                             |
|        | WRJ       | World Junior Record (Juniorenweltrekord)                              |
|        | DNF       | Did not finish (Nicht beendet)                                        |
|        | DNS       | Did not start (Nicht gestartet)                                       |
|        | DSQ       | Disqualified (Nicht qualifiziert)                                     |
|        | Q         | Qualified (Qualifiziert)                                              |

### Kleinkaliber Dreistellungskampf 50 m
| Platz | Land | Sportler           | Punkte      |
| ----- | ---- | ------------------ | ----------- |
| 1     | ITA  | Niccolò Campriani  | 458,8 (FOR) |
| 2     | RUS  | Sergei Kamenski    | 458,5       |
| 3     | FRA  | Alexis Raynaud     | 448,4       |
| 4     | GER  | Daniel Brodmeier   | 435,6       |
| 5     | GER  | André Link         | 424,6       |
| 6     | CHN  | Zhu Qinan          | 414,8       |
| 7     | RUS  | Fjodor Wlassow     | 403,1       |
| 8     | NOR  | Ole-Kristian Bryhn | 400,4       |
|       |      |                    |             |
| 17    | AUT  | Alexander Schmirl  | 1170-60x    |
| 30    | SUI  | Jan Lochbihler     | 1166-71x    |

Datum: 14. August 2016 

44 Teilnehmer aus 31 Ländern

### Kleinkaliber liegend 50 m
| Platz | Land | Sportler          | Punkte      |
| ----- | ---- | ----------------- | ----------- |
| 1     | GER  | Henri Junghänel   | 209,5 (FOR) |
| 2     | KOR  | Kim Jong-hyun     | 208,2       |
| 3     | RUS  | Kirill Grigorjan  | 187,3       |
| 4     | RUS  | Sergei Kamenski   | 165,8       |
| 5     | BLR  | Wital Bubnowitsch | 144,2       |
| 6     | ITA  | Marco De Nicolo   | 123,6       |
| 7     | ITA  | Niccolò Campriani | 102,8       |
| 8     | THA  | Attapon Uea-aree  | 080,8       |
|       |      |                   |             |
| 14    | SUI  | Jan Lochbihler    | 623,0       |
| 17    | AUT  | Thomas Mathis     | 622,4       |
| 24    | AUT  | Alexander Schmirl | 621,4       |
| 37    | GER  | Daniel Brodmeier  | 619,2       |

Datum: 12. August 2016 

47 Teilnehmer aus 31 Ländern

### Luftgewehr 10 m

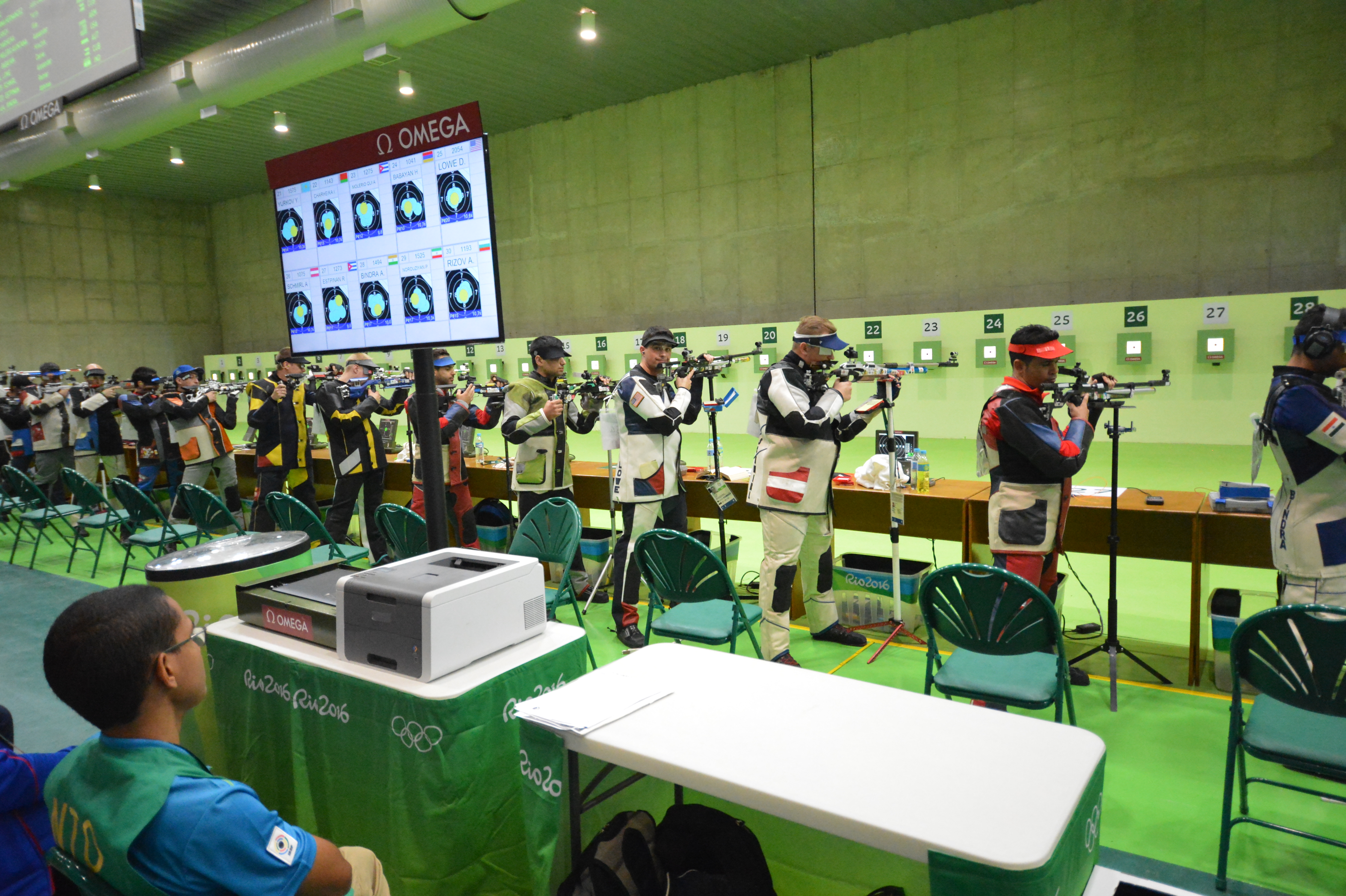
Luftgewehrschützen im Schießstand

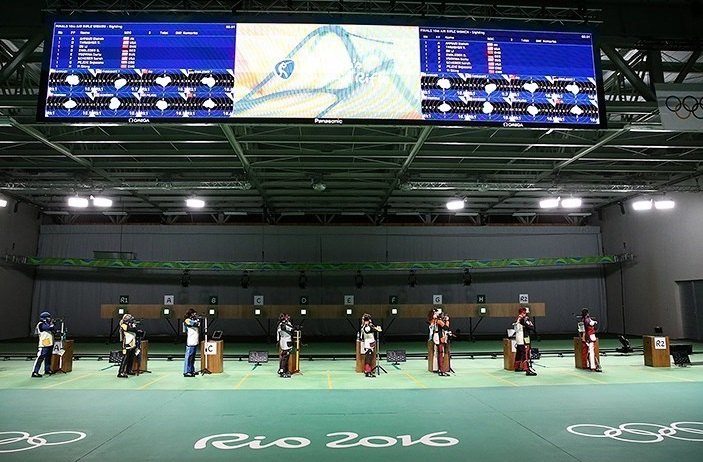
Das Finale beim olympischen 10-Meter-Luftgewehrschießen

| Platz | Land | Sportler             | Punkte      |
| ----- | ---- | -------------------- | ----------- |
| 1     | ITA  | Niccolò Campriani    | 206,1 (FOR) |
| 2     | UKR  | Serhij Kulisch       | 204,6       |
| 3     | RUS  | Wladimir Maslennikow | 184,2       |
| 4     | IND  | Abhinav Bindra       | 163,8       |
| 5     | HUN  | Peter Sidi           | 142,7       |
| 6     | BLR  | Ilja Tscharhejka     | 121,6       |
| 7     | CRO  | Petar Gorsa          | 101,0       |
| 8     | UKR  | Oleh Zarkow          | 079,7       |
|       |      |                      |             |
| 14    | AUT  | Alexander Schmirl    | 623,7       |
| 18    | GER  | Julian Justus        | 622,8       |
| 29    | GER  | Michael Janker       | 620,8       |
| 32    | AUT  | Gernot Rumpler       | 620,4       |

Datum: 8. August 2016 

50 Teilnehmer aus 33 Ländern

### Freie Pistole 50 m
| Platz | Land | Sportler             | Punkte      |
| ----- | ---- | -------------------- | ----------- |
| 1     | KOR  | Jin Jong-oh          | 193,7 (FOR) |
| 2     | VIE  | Hoàng Xuân Vinh      | 191,3       |
| 3     | PRK  | Kim Song-guk         | 172,8       |
| 4     | KOR  | Han Seung-woo        | 151,0       |
| 5     | CHN  | Wang Zhiwei          | 129,4       |
| 6     | RUS  | Wladimir Gontscharow | 111,0       |
| 7     | SVK  | Pavol Kopp           | 091,4       |
| 8     | CHN  | Pang Wei             | 067,2       |

Datum: 10. August 2016 

41 Teilnehmer aus 29 Ländern

### Schnellfeuerpistole 25 m
| Platz | Land | Sportler          | Punkte  |
| ----- | ---- | ----------------- | ------- |
| 1     | GER  | Christian Reitz   | 34      |
| 2     | FRA  | Jean Quiquampoix  | 30      |
| 3     | CHN  | Li Yuehong        | 27      |
| 4     | CHN  | Zhang Fusheng     | 21      |
| 5     | CUB  | Leuris Pupo       | 18      |
| 6     | ITA  | Riccardo Mazzetti | 10      |
| 7     | IND  | Gurpreet Singh    | 581-24x |
| 8     | KOR  | Kim Jun-hong      | 581-19x |
|       |      |                   |         |
| 17    | GER  | Oliver Geis       | 572-22x |

Datum: 12. und 13. August 2016 

26 Teilnehmer aus 20 Ländern

### Luftpistole 10 m

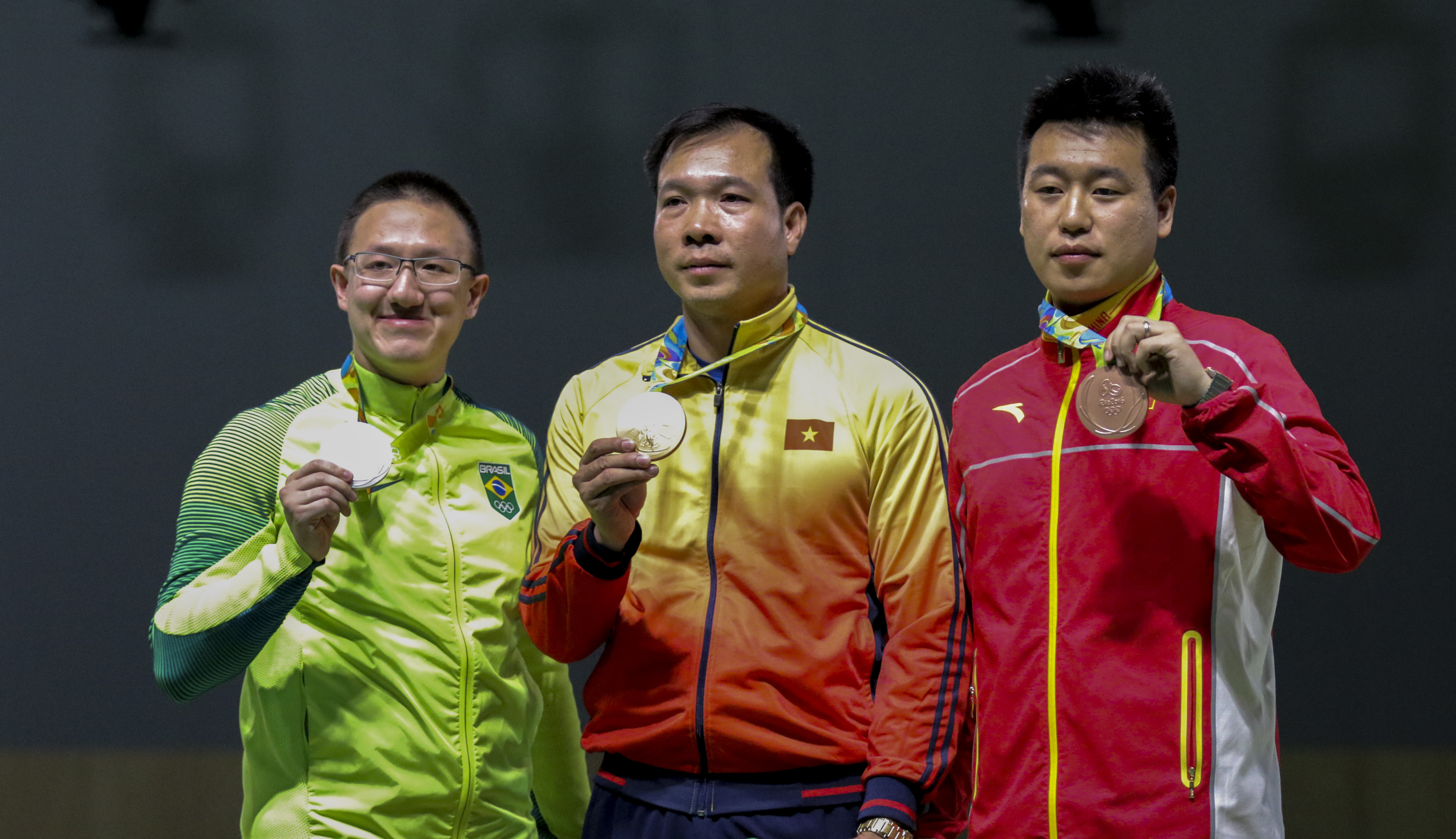
V. l. n. r.: Felipe Almeida Wu, Hoàng Xuân Vinh und Pang Wei

| Platz | Land | Sportler             | Punkte      |
| ----- | ---- | -------------------- | ----------- |
| 1     | VIE  | Hoàng Xuân Vinh      | 202,5 (FOR) |
| 2     | BRA  | Felipe Almeida Wu    | 202,1       |
| 3     | CHN  | Pang Wei             | 180,4       |
| 4     | SVK  | Juraj Tužinský       | 159,4       |
| 5     | KOR  | Jin Jong-oh          | 139,8       |
| 6     | ITA  | Giuseppe Giordano    | 118,4       |
| 7     | RUS  | Wladimir Gontscharow | 098,9       |
| 8     | IND  | Jitu Rai             | 078,7       |

Datum: 6. August 2016 

46 Teilnehmer aus 35 Ländern

### Skeet
| Platz | Land | Sportler            |
| ----- | ---- | ------------------- |
| 1     | ITA  | Gabriele Rossetti   |
| 2     | SWE  | Marcus Svensson     |
| 3     | IOA  | Abdullah al-Rashidi |
| 4     | UKR  | Mykola Miltschew    |
| 5     | DEN  | Jesper Hansen       |
| 6     | SWE  | Stefan Nilsson      |
| 7     | FRA  | Éric Delaunay       |
| 8     | FRA  | Anthony Terras      |
|       |      |                     |
| 23    | GER  | Ralf Buchheim       |
| 25    | AUT  | Sebastian Kuntschik |

Datum: 12. und 13. August 2016 

32 Teilnehmer aus 13 Ländern

### Trap
| Platz | Land | Sportler          |
| ----- | ---- | ----------------- |
| 1     | CRO  | Josip Glasnović   |
| 2     | ITA  | Giovanni Pellielo |
| 3     | GBR  | Edward Ling       |
| 4     | CZE  | David Kostelecký  |
| 5     | EGY  | Ahmed Kamar       |
| 6     | ITA  | Massimo Fabbrizi  |
| 7     | RUS  | Alexei Alipow     |
| 8     | IOA  | Khaled al-Mudhaf  |

Datum: 7. und 8. August 2016 

33 Teilnehmer aus 24 Ländern

### Doppel-Trap
| Platz | Land | Sportler          |
| ----- | ---- | ----------------- |
| 1     | IOA  | Fehaid al-Deehani |
| 2     | ITA  | Marco Innocenti   |
| 3     | GBR  | Steven Scott      |
| 4     | GBR  | Tim Kneale        |
| 5     | AUS  | James Willett     |
| 6     | GER  | Andreas Löw       |
| 7     | USA  | Joshua Richmond   |
| 8     | CHN  | Hu Binyuan        |

Datum: 10. August 2016 

22 Teilnehmer aus 15 Ländern

## Ergebnisse Frauen
| Farbe  | Abkürzung | Bedeutung                                                             |
| ------ | --------- | --------------------------------------------------------------------- |
| Gold   | —         | Goldmedaille                                                          |
| Silber | —         | Silbermedaille                                                        |
| Bronze | —         | Bronzemedaille                                                        |
|        | EFOR      | Equalled Final Olympic Record (Eingestellter olympischer Finalrekord) |
|        | EFWR      | Equalled Final World Record (Eingestellter Finalweltrekord)           |
|        | EOR       | Equalled Olympic Record (Eingestellter olympischer Rekord)            |
|        | EWR       | Equalled World Record (Eingestellter Weltrekord)                      |
|        | EWRJ      | Equalled World Junior Record (Eingestellter Juniorenweltrekord)       |
|        | FOR       | Final Olympic Record (Olympischer Finalrekord)                        |
|        | FWR       | Final World Record (Finalweltrekord)                                  |
|        | OR        | Olympic Record (Olympischer Rekord)                                   |
|        | WR        | World Record (Weltrekord)                                             |
|        | WRJ       | World Junior Record (Juniorenweltrekord)                              |
|        | DNF       | Did not finish (Nicht beendet)                                        |
|        | DNS       | Did not start (Nicht gestartet)                                       |
|        | DSQ       | Disqualified (Nicht qualifiziert)                                     |
|        | Q         | Qualified (Qualifiziert)                                              |

### Kleinkaliber Dreistellungskampf 50 m
| Platz | Land | Sportlerin       | Punkte      |
| ----- | ---- | ---------------- | ----------- |
| 1     | GER  | Barbara Engleder | 458,6 (FOR) |
| 2     | CHN  | Zhang Binbin     | 458,4       |
| 3     | CHN  | Du Li            | 448,0       |
| 4     | ITA  | Petra Zublasing  | 427,7       |
| 5     | AUT  | Olivia Hofmann   | 424,5       |
| 6     | CHE  | Nina Christen    | 414,8       |
| 7     | CZE  | Adéla Bruns      | 404,3       |
| 8     | IRI  | Najmeh Khedmati  | 402,3       |
|       |      |                  |             |
| 14    | GER  | Eva Rösken       | 579         |

Datum: 11. August 2016 

37 Teilnehmerinnen aus 27 Ländern

### Luftgewehr 10 m
| Platz | Land | Sportlerin        | Punkte      |
| ----- | ---- | ----------------- | ----------- |
| 1     | USA  | Virginia Thrasher | 208,0 (FOR) |
| 2     | CHN  | Du Li             | 207,0       |
| 3     | CHN  | Yi Siling         | 185,4       |
| 4     | GER  | Barbara Engleder  | 165,0       |
| 5     | RUS  | Darja Wdowina     | 143,5       |
| 6     | IRI  | Elaheh Ahmadi     | 122,5       |
| 7     | CRO  | Snježana Pejčić   | 102,0       |
| 8     | USA  | Sarah Scherer     | 078,6       |
|       |      |                   |             |
| 10    | AUT  | Olivia Hofmann    | 415,7       |
| 16    | SUI  | Nina Christen     | 414,7       |
| 21    | SUI  | Sarah Hornung     | 414,3       |

Datum: 6. August 2016 

51 Teilnehmerinnen aus 37 Ländern

### Sportpistole 25 m
| Platz | Land | Sportlerin             |
| ----- | ---- | ---------------------- |
| 1     | GRE  | Anna Korakaki          |
| 2     | GER  | Monika Karsch          |
| 3     | SUI  | Heidi Diethelm Gerber  |
| 4     | CHN  | Zhang Jingjing         |
| 5     | RUS  | Jekaterina Korschunowa |
| 6     | GEO  | Nino Salukwadse        |
| 7     | KOR  | Jo Yong-suk            |
| 8     | BUL  | Antoaneta Bonewa       |

Datum: 9. August 2016 

40 Teilnehmerinnen aus 30 Ländern

### Luftpistole 10 m
| Platz | Land | Sportlerin             | Punkte      |
| ----- | ---- | ---------------------- | ----------- |
| 1     | CHN  | Zhang Mengxue          | 199,4 (FOR) |
| 2     | RUS  | Witalina Bazaraschkina | 197,1       |
| 3     | GRE  | Anna Korakaki          | 177,7       |
| 4     | MEX  | Alejandra Zavala       | 157,1       |
| 5     | EGY  | Afaf El-Hodhod         | 137,1       |
| 6     | ESP  | Sonia Franquet         | 116,5       |
| 7     | SRB  | Bobana Veličković      | 096,4       |
| 8     | RUS  | Jekaterina Korschunowa | 073,5       |
|       |      |                        |             |
| 25    | GER  | Monika Karsch          | 379         |
| 35    | SUI  | Heidi Diethelm Gerber  | 376         |

Datum: 7. August 2016 

44 Teilnehmerinnen aus 33 Ländern

### Skeet
| Platz | Land | Sportlerin        |
| ----- | ---- | ----------------- |
| 1     | ITA  | Diana Bacosi      |
| 2     | ITA  | Chiara Cainero    |
| 3     | USA  | Kim Rhode         |
| 4     | CHN  | Wei Meng          |
| 5     | USA  | Morgan Craft      |
| 6     | GBR  | Amber Hill        |
| 7     | RUS  | Albina Schakirowa |
| 8     | ARG  | Melisa Gil        |
|       |      |                   |
| 11    | GER  | Christine Wenzel  |

Datum: 12. August 2016 

21 Teilnehmerinnen aus 17 Ländern

### Trap
| Platz | Land | Sportlerin         |
| ----- | ---- | ------------------ |
| 1     | AUS  | Catherine Skinner  |
| 2     | NZL  | Natalie Rooney     |
| 3     | USA  | Corey Cogdell      |
| 4     | ESP  | Fátima Gálvez      |
| 5     | AUS  | Laetisha Scanlan   |
| 6     | ITA  | Jessica Rossi      |
| 7     | CAN  | Cynthia Meyer      |
| 8     | KAZ  | Marija Dmitrijenko |
|       |      |                    |
| 19    | GER  | Jana Beckmann      |

Datum: 7. August 2016 

21 Teilnehmerinnen aus 17 Ländern